# 205 (число)
Вижте пояснителната страница за други значения на 205.
205 (двеста и пет) е естествено, цяло число, следващо 204 и предхождащо 206.
Двеста и пет с арабски цифри се записва „205“, а с римски цифри – „CCV“. Числото 205 е съставено от три цифри от позиционните бройни системи – 2 (две), 0 (нула), 5 (пет).

## Общи сведения
- 205 е нечетно число.
- 205-ият ден от годината е 24 юли.
- 205 е година от Новата ера.